# Lijst van voetbalinterlands Noord-Korea - Taiwan
Deze lijst van voetbalinterlands is een overzicht van alle officiële voetbalwedstrijden tussen de nationale teams van Noord-Korea en Taiwan (Chinees Taipei). De landen hebben tot op heden tien keer tegen elkaar gespeeld. De eerste ontmoeting, een wedstrijd tijdens de Aziatische Spelen 1974, werd gespeeld in Teheran (Iran) op 3 september 1974. Het laatste duel, een kwalificatiewedstrijd voor de Oost-Azië Cup 2019, was op 16 november 2018 in Taipei.

## Wedstrijden
| №  | Plaats       | Datum            | Competitie                      | Wedstrijd                    | Uitslag |
| -- | ------------ | ---------------- | ------------------------------- | ---------------------------- | ------- |
| 1  | Teheran      | 3 september 1974 | Aziatische Spelen 1974          | Noord-Korea − Taiwan         | 2 − 0   |
| 2  | Pyongyang    | 3 juni 1992      | Azië Cup 1992 kwalificatie      | Noord-Korea − Chinees Taipei | 6 − 0   |
| 3  | Kuala Lumpur | 29 maart 2000    | Azië Cup 2000 kwalificatie      | Chinees Taipei − Noord-Korea | 0 − 2   |
| 4  | Bangkok      | 8 april 2000     | Azië Cup 2000 kwalificatie      | Noord-Korea − Chinees Taipei | 1 − 0   |
| 5  | Taipei       | 9 maart 2005     | Oost-Azië Cup 2005 kwalificatie | Chinees Taipei − Noord-Korea | 0 − 2   |
| 6  | Kaohsiung    | 27 augustus 2009 | Oost-Azië Cup 2010 kwalificatie | Chinees Taipei − Noord-Korea | 1 − 2   |
| 7  | Hongkong     | 1 december 2012  | Oost-Azië Cup 2013 kwalificatie | Noord-Korea − Chinees Taipei | 6 − 1   |
| 8  | Taipei       | 19 november 2014 | Oost-Azië Cup 2015 kwalificatie | Chinees Taipei − Noord-Korea | 0 − 0   |
| 9  | Hongkong     | 6 november 2016  | Oost-Azië Cup 2017 kwalificatie | Noord-Korea − Chinees Taipei | 2 − 0   |
| 10 | Taipei       | 16 november 2018 | Oost-Azië Cup 2019 kwalificatie | Chinees Taipei − Noord-Korea | 0 − 2   |

## Samenvatting
| Competitie                 | Totaal gespeeld | Winst Noord-Korea | Gelijk | Winst Chinees Taipei | Doelsaldo Noord-Korea – Chinees Taipei |
| -------------------------- | --------------- | ----------------- | ------ | -------------------- | -------------------------------------- |
| Azië Cup-kwalificatie      | 3               | 3                 | 0      | 0                    | 9 − 0                                  |
| Oost-Azië Cup-kwalificatie | 6               | 5                 | 1      | 0                    | 14 − 2                                 |
| Aziatische Spelen          | 1               | 1                 | 0      | 0                    | 2 − 0                                  |
| Totaal                     | 10              | 9                 | 1      | 0                    | 25 − 2                                 |

DPR Korean Football Association · A-internationals · Selecties · Bondscoaches · Noord-Koreaans vrouwenelftal · Noord-Korea U21 · Noord-Korea U20 · Noord-Korea U19 · Noord-Korea U18 · Noord-Korea U17
1959 – 1969 · 
1970 – 1979 · 
1980 – 1989 · 
1990 – 1999 · 
2000 – 2009 · 
2010 – 2019
AC 1980 ·
AC 1992 ·
AC 2011 ·
AC 2015
WK 1966 ·
WK 2010
OS 1964 ·
OS 1976
1959 ·
1960 ·
1961–1964 · 
1965 ·
1966 ·
1967–1972 · 
1973 ·
1974 ·
1975 ·
1976 ·
1977 · 
1978 ·
1979 ·
1980 ·
1981 ·
1982 ·
1983–1984 · 
1985 ·
1986 ·
1987 · 
1988 ·
1989 ·
1990 ·
1991 ·
1992 ·
1993 ·
1994–1997 · 
1998 ·
1999 ·
2000 ·
2001 ·
2002 ·
2003 ·
2004 ·
2005 ·
2006 · 
2007 ·
2008 ·
2009 ·
2010 ·
2011 ·
2012 ·
2013 ·
2014 ·
2015 ·
2016 ·
2017
Afghanistan ·
Australië · 
Bahrein · 
Bangladesh · 
Bolivia · 
Brazilië · 
Bulgarije ·
Burkina Faso ·
Cambodja · 
Canada · 
Chili · 
China · 
Congo-Brazzaville · 
Egypte · 
Filipijnen · 
Finland · 
Griekenland · 
Guam · 
Guinee ·
Hongkong · 
India · 
Indonesië · 
Irak · 
Iran · 
Italië · 
Ivoorkust · 
Japan · 
Jemen · 
Jordanië · 
Kazachstan · 
Kirgizië · 
Koeweit · 
Letland · 
Libanon · 
Macau · 
Maleisië · 
Mali · 
Mexico · 
Mongolië · 
Myanmar · 
Nepal · 
Nigeria · 
Noorwegen · 
Oezbekistan · 
Oman · 
Pakistan ·
Palestina · 
Paraguay ·
Polen · 
Portugal · 
Qatar · 
Saoedi-Arabië · 
Singapore · 
Sovjet-Unie · 
Sri Lanka · 
Syrië · 
Tadzjikistan · 
Taiwan · 
Thailand · 
Turkmenistan · 
Venezuela · 
Verenigde Arabische Emiraten · 
Verenigde Staten · 
Vietnam · 
Zambia · 
Zuid-Afrika · 
Zuid-Korea · 
Zweden
Ivoorkust (2010) ·
CTFA ·
Bondscoaches ·
vrouwenvoetbalelftal ·
Topscorers
Afghanistan ·
Australië ·
Bahrein ·
Bangladesh ·
Brunei ·
Cambodja ·
Fiji ·
Filipijnen ·
Grenada ·
Guam ·
Hongkong ·
India ·
Indonesië ·
Irak ·
Iran ·
Israël ·
Japan ·
Jordanië ·
Kenia ·
Kirgizië ·
Koeweit ·
Laos ·
Macau ·
Maleisië ·
Mongolië ·
Myanmar ·
Nepal ·
Nieuw-Zeeland ·
Noord-Korea ·
Oezbekistan ·
Oman ·
Oost-Timor ·
Pakistan ·
Palestina ·
Panama ·
Saint Kitts en Nevis ·
Salomonseilanden ·
Saoedi-Arabië ·
Singapore ·
Sri Lanka ·
Syrië ·
Thailand ·
Trinidad en Tobago ·
Turkmenistan ·
Vietnam ·
Zuid-Korea ·
Zuid-Vietnam